# Port lotniczy Tartu
Port lotniczy Tartu – lotnisko znajdujące się ok. 8 kilometrów od centrum Tartu. Czwarty co do wielkości port lotniczy Estonii.

## Linie lotnicze i połączenia
Od 13 listopada 2022 r. nie ma regularnych komercyjnych lotów pasażerskich z Tartu. Finnair był ostatnią linią lotniczą obsługującą loty z Tartu.